# Alexsandro de Melo
Alexsandro do Nascimento de Melo (né le 26 septembre 1995) est un athlète brésilien, spécialiste du saut en longueur et du triple saut.

## Carrière
Ses records personnels sont de 8,19 m, obtenu à Bragança Paulista en 2018, et de 17,31 m (Cochabamba 2019).
Il remporte la médaille de bronze du saut en longueur aux Jeux sud-américains de 2018 avec 8,09 m.
Il remporte la médaille de bronze au triple saut lors de l'Universiade d'été de Naples 2019.
Il remporte l'épreuve du triple saut au meeting international d'athlétisme de Sotteville-lès-Rouen 2019 avec un saut à 17,20 m.
Il réalise le doublé saut en longueur / triple saut à l'édition inaugurale des Championnats d'Amérique du Sud en salle à Cochabamba, avec 8,08 m et 17,10 m, records personnels.

## Palmarès
| Date | Compétition                             | Lieu       | Résultat | Epreuve     | Marque  |
| ---- | --------------------------------------- | ---------- | -------- | ----------- | ------- |
| 2018 | Jeux sud-américains                     | Cochabamba | 3e       | Longueur    | 8,09 m  |
| 2018 | Championnats ibéro-américains           | Trujillo   | 5e       | Longueur    | 7,75 m  |
| 2018 | Championnats ibéro-américains           | Trujillo   | 3e       | Triple saut | 15,94 m |
| 2019 | Universiade                             | Naples     | 11e      | Longueur    | 7,54 m  |
| 2019 | Universiade                             | Naples     | 3e       | Triple saut | 16,57 m |
| 2019 | Jeux panaméricains                      | Lima       | 4e       | Longueur    | 7,77 m  |
| 2019 | Jeux panaméricains                      | Lima       | 8e       | Triple saut | 16,23 m |
| 2019 | Jeux mondiaux militaires                | Wuhan      | 10e      | Longueur    | 7,64 m  |
| 2019 | Jeux mondiaux militaires                | Wuhan      | 7e       | Triple saut | 16,46 m |
| 2020 | Championnats d'Amérique du Sud en salle | Cochabamba | 1er      | Longueur    | 8,08 m  |
| 2020 | Championnats d'Amérique du Sud en salle | Cochabamba | 1er      | Triple saut | 17,10 m |
| 2021 | Championnats d'Amérique du Sud          | Guayaquil  | 3e       | Longueur    | 7,93 m  |
| 2021 | Championnats d'Amérique du Sud          | Guayaquil  | 1er      | Triple saut | 16,97 m |
| 2022 | Championnats du monde en salle          | Belgrade   | 11e      | Triple saut | 16,07 m |

## Records
| Épreuve          | Épreuve   | Marque  | Lieu              | Date              |
| ---------------- | --------- | ------- | ----------------- | ----------------- |
| Saut en longueur | Plein air | 8,19 m  | Bragança Paulista | 16 septembre 2018 |
| Saut en longueur | En salle  | 8,08 m  | Cochabamba        | 1er février 2020  |
| Triple saut      | Plein air | 17,31 m | Cochabamba        | 24 avril 2019     |
| Triple saut      | En salle  | 17,10 m | Cochabamba        | 2 février 2020    |